# Mariensiel
Mariensiel is een dorp (Ortsteil) in de gemeente Sande in de Duitse deelstaat Nedersaksen. Het ligt aan de oostelijke rand van de gemeente, vlak bij Wilhelmshaven. Het dorp ontstond rond een zijl die werd aangelegd na de Allerheiligenvloed in 1570 in de Maade. De zijl werd vernoemd naar de toenmalige heerseres van Jever, Maria van Jever. In 1876 werd rond het dorp een vesting gebouwd die onderdeel was van een serie forten die de Pruisische marinehaven in Wilhelmshaven moesten beschermen.